# پردازنده مجموعه دستورالعمل های خاص برنامه
پردازشگر مجموعه فرمانهای مخصوص برنامه (به انگلیسی: ASIP) ، بخشی است که برای طراحی سامانه روی تراشه استفاده میشود. معماری مجموعه فرمان‌های این نوع پردازشگر، برای منافع یک برنامه‌ی خاص، تخصیص داده شده است. این خصوصی سازی هسته‌ی برنامه، باعث تعادل بین انعطاف‌پذیری هدف واحد پردازش مرکزی(CPU) و عملکرد یک مدار مجتمع با کاربرد خاص میشود.
برخی از ASIPها (پردازشگر مجموعه فرمانهای مخصوص برنامه)، دارای مجموعه فرمانهایی تنظیم‌پذیر هستند. به طور معمول، این هسته‌ها به دو قسمت تقسیم میشوند: منطق ایستا، که بیان کننده‌ی حداقل معماری مجموعه فرمانهاست؛ و منطق تنظیم‌پذیر، که میتواند برای تنظیم فرمانهایی که جدید هستند استفاده شود. منطق تنظیم‌پذیر، میتواند در میدان به طریق مشابه با مدار مجتمع دیجیتال برنامه‌پذیر(FPGA) یا در هنگام ترکیب تراشه، برنامه‌ریزی شود. این پردازشگرها، از دو طریق، میتوانند کد را تولید کنند: از طریق سازنده‌ی کد هدف‌پذیر مجدد یا از طریق سازنده همگردان هدف‌پذیر مجدد. سازنده‌ی کد هدف‌پذیر مجدد با استفاده از برنامه، معماری مجموعه فرمانها، و قالب معماری برای برنامه مورد نظر، یک سازنده کد، میسازد. سازنده همگردان هدف‌پذیر مجدد، فقط از ‌معماری مجموعه فرمانها، و قالب معماری به عنوان پایه ای برای ساختن همگردان، استفاده میکند. سپس همگردان، با استفاده از کد برنامه، آن برنامه‌ی مورد نظر را تولید میکند.
ASIPها همچنین میتوانند به عنوان جایگزینی برای تسریع‌کننده سخت‌افزار، باند پایه پردازش سیگنال  و یا برنامه نویسی ویدیو‌ها  استفاده شوند. تسریع‌کننده سخت‌افزارهایی که به طور مرسوم برای این برنامه‌ها استفاده میشود، انعطاف‌پذیری کمی دارند. استفاده مجدد از مسیر داده‌ی سخت‌افزار با ماشین حالت متناهی دست‌نویس، بسیار دشوار است. همگردان‌های هدف‌پذیر مجددِ ASIPها، در به‌روزرسانی برنامه و استفاده مجدد از مسیرداده، به طراح کمک میکند. معمولا، طراحی ASIP، کم و بیش به ابزار‌های در دسترس بستگی دارد؛ زیرا طراحی یک پردازشگر از اول، میتواند بسیار پیچیده باشد. یک روش، تعریف کردن پردازشگر با استفاده از زبان سطح بالا و سپس تولید خودکار جعبه ابزار نرم افزاری ASIP است. ابزارهایی تجاری، برای طراحی ASIPها از زبان سطح بالا، وجود دارد؛ برای مثال طراح ASIP از سیناپسس یا استودیو از کداسیپ. ابزار متن‌باز، محیط طراحی مشترک مبتنی بر معماری حمل و نقل، نیز وجود دارد.

## مثال ها
معماری مجموعه فرمانهای ریسک-پنچ (ISA)، حداقل مجموعه فرمانهای پایه‌ را فراهم میکند که میتواند با فرمانهای مخصوص برنامه‌ی اضافی، گسترده شود. مجموعه فرمانهای پایه، جریان کنترل ساده‌سازی‌شده، حافظه و عملیات محاسباتی روی ثبات‌ها را فراهم میکند. طراحی چندبخشی آن اجازه میدهد فرمانهای پایه، برای عملیات مخصوص برنامه‌ی استاندارد، مانند ضرب/تقسیم اعداد صحیح، عدد اعشاری با دقت یک‌دهم، یا دستکاری بیت، گسترش یابد. برای افزونه‌های فرمان غیراستاندارد، فضای رمزگذاری ISA به سه بخش تقسیم بندی میشود: استاندارد، رزرو شده، و سفارشی. فضای رمزگذاری سفارشی، برای افزونه‌های مخصوص‌ عرضه‌کننده، استفاده میشود.

## ادبیات
Dake Liu (2008). Embedded DSP Processor Design: Application Specific Instruction Set Processors. MA: Elsevier Mogan Kaufmann. ISBN 978-0-12-374123-3.
Olive Schliebusch; Heinrich Meyr; Rainer Leupers ( 2007). OptizedAIP Synthesis from Architecture
Description Language Models. Dordrecht: Springer. ISBN 978-1-4020-5685-7
Paolo Ienne, Rainer Leupers (eds.) (2006). Customizable Embedded Processors. San Mateo, CA: Morgan Kaufmann.
Matthias Gries, Kurt Keutzer (eds.) (2005). Building ASIPs: The Mescal Methodology. New York: Springer.

## لینک های خارجی
- ASIP Designer، مجموعه ابزار اختصاصی Synopsys که امکان طراحی تدریجی کامپایلر در حلقه ASIP ها را فراهم می کند.
- Codasip Studio، مجموعه ابزار اختصاصی از Codasip که طراحی ASIP ها را با استفاده از زبان توصیف پردازنده CodAL فعال می کند.
- TTA-Based Codesign Environment (TCE)، یک مجموعه ابزار منبع باز (مجوز MIT) برای طراحی پردازنده های TTA خاص برنامه.

| Types | - رایانه با دستورهای پیچیده - رایانه کم‌دستور - Application-specific - EDGE - TRIPS - کلمه دستورالعمل بسیار طولانی - رایانش موازی صریح دستورالعمل‌ها - MISC - OISC - NISC - ZISC - comparison - حالت آدرس‌دهیs |

| خط لوله (رایانه)          | - حباب (رایانه) - Operand forwarding - Classic RISC pipeline                     |
| مخاطره (معماری رایانه)s   | - وابستگی داده - مخاطره (معماری رایانه) - مخاطره (معماری رایانه) - False sharing |
| خروج از دستور در حال اجرا | - Tomasulo algorithm - Reservation station - Re-order buffer - تغییر نام ثبات    |
| Speculative               | - پیش‌بینی‌کننده پرش - Memory dependence prediction                                |

| Level         | - موازی‌سازی بیتی - Bit-serial - کلمه (معماری رایانه) - دستورالعمل - خط لوله (رایانه) - Scalar - سوپراسکالر - Task - ریسه (رایانه) - فرایند (رایانه) - Data - پردازنده برداری - Memory - رایانش توزیع‌شده |
| چندریسمانی    | - چندرشته زمانی - چندرشتگی همزمان - فراریسمانی - Speculative - قبضه‌کردن (رایانش) - چند وظیفه‌ای بدون قبضه‌ای                                                                                              |
| طبقه‌بندی فلین | - یک دستور یک داده - یک دستور چند داده - SWAR - SIMT - چند دستور یک داده - چند دستور چند داده - یک برنامه چند داده                                                                                      |

| By application      | - ریزپردازنده - ریزکنترل‌گر - Mobile - Notebook - Ultra-low-voltage - ASIP |
| Systems on chip     | - سامانه روی یک تراشه (SoC) - Multiprocessor (MPSoC) - Programmable (PSoC) - شبکه درون یک تراشه (NoC) |
| شتاب‌دهنده سخت‌افزاری | - AI accelerator - Vision processing unit (VPU) - Physics processing unit (PPU) - پردازشگر سیگنال دیجیتال (DSP) - واحد پردازشی تنسور (TPU) - Secure cryptoprocessor - پردازنده‌های شبکه‌ای - Baseband processor |

| Functional units | - واحد محاسبه و منطق (ALU) - Address generation unit (AGU) - واحد ممیز شناور (FPU) - واحد مدیریت حافظه (MMU) - Load–store unit - تی‌ال‌بی (TLB) - کنترلگر حافظه (IMC) |
| دروازه منطقی     | - مدار ترکیبی - مدارهای ترتیبی - Glue - دروازه منطقی - دروازه‌های منطقی کوانتومی - دروازه آرایه                                                                      |
| ثبت سخت‌افزاریs   | - ثبات - ثبات وضعیت - ثبات پشته‌ای - Register file - Memory buffer - شمارنده برنامه                                                                                  |
| Control unit     | - Instruction unit - حافظه میانگیر - Write buffer - ریزبرنامه‌سازی تصویر رام - شمارنده                                                                               |
| دیتاپد           | - تسهیم‌کننده - تسهیم‌کننده - جمع‌کننده - ضرب‌کننده دودویی - پردازنده چندبرابر - رمزگشا - Address decoder - Sum addressed decoder - شیفت دهنده بشکه‌ای                   |
| مدار الکترونیکی  | - مدار مجتمع - 3D - Mixed-signal - Power management - مدار بولی - الکترونیک دیجیتال - الکترونیک آنالوگ - Quantum - کلید (مدار)                                      |